# Помпа (Молдова)
Помпа (рум. Pompa) — село в Фалештском районе Молдавии. Является административным центром коммуны Помпа, включающей также сёла Первомайск и Суворовка.

## География
Село расположено на высоте 136 метров над уровнем моря.

## Население
По данным переписи населения 2004 года, в селе Помпа проживает 679 человек (321 мужчина, 358 женщин).
Этнический состав села:
| Национальность | Число жителей | Процентный состав |
| -------------- | ------------- | ----------------- |
| украинцы       | 532           | 78.35             |
| молдаване      | 122           | 17.97             |
| русские        | 10            | 1.47              |
| поляки         | 4             | 0.59              |
| болгары        | 3             | 0.44              |
| гагаузы        | 2             | 0.29              |
| евреи          | 1             | 0.15              |
| прочие         | 5             | 0.74              |
| Всего          | 679           | 100%              |